# FC Aitana
Futebol Clube Aitana é um clube de futebol de Timor-Leste, da capital Díli. Fundado em 1981,[carece de fontes?] disputa atualmente a primeira divisão nacional.

## História
Sua maior conquista foi o título da Copa 12 de Novembro, a taça nacional, em 2015.[carece de fontes?] No mesmo ano, com a criação da nova Liga Futebol, a equipe passou a fazer parte da primeira divisão timorense. No entanto, foi rebaixada nesta primeira temporada.
Foi também vice-campeão do Campeonato Timorense de Futebol - Segunda Divisão de 2019. Seu maior adversário é o DIT FC, com quem disputou ambas as finais.

## Participação em Competições

### Liga Futebol Timor-Leste
- Liga Amadora 2016 (1ª Divisão): 8º lugar (rebaixado)
- Liga Amadora 2017 (2ª Divisão): 4º colocado
- Liga Amadora 2018 (2ª Divisão): 6º colocado
- Liga Amadora 2019 (2ª Divisão): Vice-campeão
- Liga Timor-Leste 2020-21 (1ª Divisão): 6º colocado
- Liga Timor-Leste 2022-23 (1ª Divisão): a definir

### Taça 12 de Novembro
- Taça 12 de Novembro de 2016: Campeão
- Taça 12 de Novembro de 2016: Eliminado na primeira fase
- Taça 12 de Novembro de 2017: Eliminado na primeira fase
- Taça 12 de Novembro de 2018: Eliminado na segunda fase
- Taça 12 de Novembro de 2019: Eliminado nas quartas de final
- Taça 12 de Novembro de 2020: Eliminado na segunda fase
- Taça 12 de Novembro de 2025: a definir

### Copa FFTL
- Copa FFTL de 2020: Eliminado na primeira fase (grupo C)